# Lista över lönnar
Lista över arter i släktet lönnar (Acer):
- Acer acuminatolobum
- Acer amplum
- Acer argutum
- Acer barbatum
- Acer barbinerve
- Acer buergerianum
- Acer caesium
- Acer calcaratum
- Acer campbellii
- Acer campestre
- Acer capillipes
- Acer cappadocicum
- Acer carpinifolium
- Acer caudatum
- Acer circinatum
- Acer cissifolium
- Acer coriaceifolium (Acer cinnamomifolium)
- Acer crataegifolium
- Acer davidii
- Acer diabolicum
- Acer distylum
- Acer elegantulum
- Acer fabri
- Acer flabellatum
- Acer forrestii
- Acer ginnala
- Acer giraldii
- Acer glabrum
- Acer granatense
- Acer grandidentatum
- Acer griseum
- Acer grosseri
- Acer heldreichii
- Acer henryi
- Acer hersii (Acer grosseri var. hersii)
- Acer hyrcanum
- Acer japonicum
- Acer laevigatum
- Acer laurinum
- Acer laxiflorum
- Acer leucoderme
- Acer lobelii
- Acer longipes
- Acer macrophyllum
- Acer mandshuricum
- Acer maximowiczianum (Acer nikoense)
- Acer maximowiczii
- Acer micranthum
- Acer miyabei
- Acer mono
- Acer monspessulanum
- Acer negundo
- Acer nigrum
- Acer oblongum
- Acer obtusifolium
- Acer oliverianum
- Acer opalus
- Acer palmatum
- Acer paxii
- Acer pectinatum
- Acer pensylvanicum
- Acer pentaphyllum
- Acer platanoides
- Acer pseudoplatanus
- Acer pseudosieboldianum
- Acer pycnanthum
- Acer robustum
- Acer rotundilobum
- Acer rubescens
- Acer rubrum
- Acer rufinerve
- Acer saccharinum
- Acer saccharum
- Acer sempervirens
- Acer shirasawanum
- Acer sieboldianum
- Acer sikkimense
- Acer sinense
- Acer skutchii
- Acer spicatum
- Acer stachyophyllum (Acer tetramerum)
- Acer sterculiaceum (Acer villosum)
- Acer syriacum (Acer obtusifolium)
- Acer tataricum
- Acer ginnala (Acer tataricum ssp. ginnala)
- Acer tegmentosum
- Acer tonkinense
- Acer trautvetteri
- Acer triflorum
- Acer truncatum
- Acer tschonoski (Acer komarovii)
- Acer tsinglingensis
- Acer turkestanicum
- Acer ukurunduense
- Acer velutinum
- Acer wilsonii
- Acer yangbiense
- Acer zoeschense